# بوداک‌لی (گوله)
بوداک‌لی (به ترکی استانبولی: Budaklı) یک منطقهٔ مسکونی در ترکیه است که در گوله (شهر) واقع شده‌است.